# Lanceonotus basilicus
Lanceonotus basilicus är en insektsart som beskrevs av Capener 1972. Lanceonotus basilicus ingår i släktet Lanceonotus och familjen hornstritar. Inga underarter finns listade i Catalogue of Life.